# یارکو نیمینن
یارکو نیمینن (به فنلاندی: Jarkko Nieminen) (زاده ۲۳ ژوئیهٔ ۱۹۸۱ - ماسکو) تنیس‌باز بازنشسته اهل کشور فنلاند است.
نیمینن در مسابقات بین‌المللی مهمی شرکت کرده است که می‌توان به صعود وی به مرحله نیمه نهایی مسابقات تنیس آزاد استرالیا در سال ۲۰۱۰ در بخش دو نفره اشاره کرد، بهترین رتبه وی در رتبه‌بندی جهانی تنیس ۱۳ (۱۰ ژوئیه ۲۰۰۶) بوده است.